# Bråviken
.

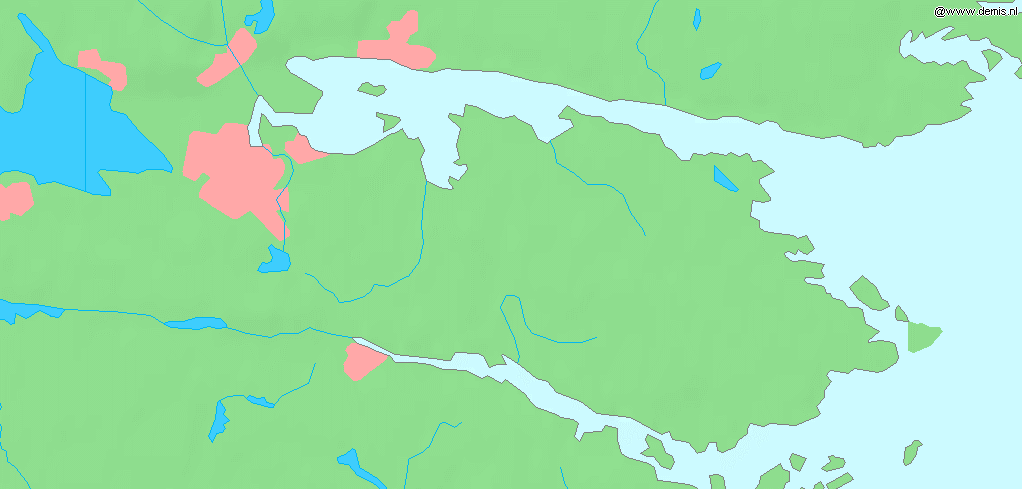
Bråviken è la baia settentrionale, quella meridionale è Slätbaken

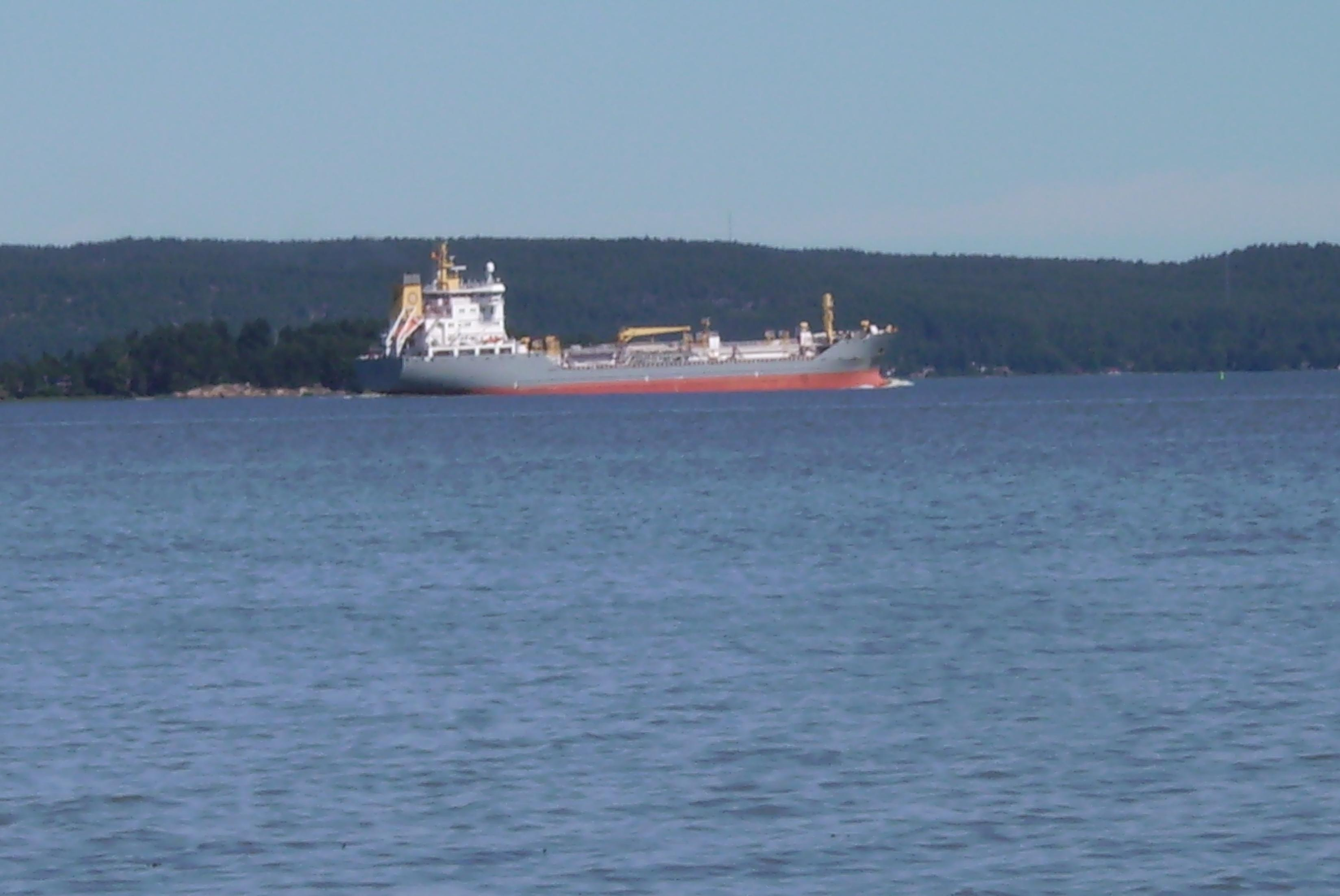
Il porto e l'area industriale a Norrköping e la baia di Bråviken

Bråviken è un Fjärd del Mar Baltico nella storica provincia svedese (landskap) di Östergötland. 
La baia è lunga oltre 50 km e si estende fino all'isola di Lindö, che si trova davanti al Norrköping. La maggior parte delle località si trovano sui pendii della riva settentrionale, di fronte alla quale il lato meridionale è segnato da paesaggi piatti. Alcuni dintorni della riva si dimostrano luoghi naturali protetti, il lato sud come soggetto alla Convenzione di Ramsar Södra Bråviken (3SE046). La ditta russa Peter Gaz ottenne nel 2006 dalle autorità svedesi l'autorizzazione per ricerche in Bråviken, al fine di scoprire eventuali giacimenti di gas naturale. Questa linea deve diventare una derivazione del nuovo gasdotto dalla Russia alla Germania.
Nella zona della baia deve aver avuto luogo la leggendaria Battaglia del Brávellir.